# Warren Cole
Warren Cole (* 12. September 1940 in Palmerston North; † 17. Juli 2019) war ein neuseeländischer Ruderer, der bei den Olympischen Spielen 1968 in Mexiko-Stadt im Vierer mit Steuermann mit Dick Joyce, Dudley Storey, Ross Collinge und Simon Dickie (Steuermann) eine Goldmedaille gewann. Dafür wurde er 1990 in die New Zealand Sports Hall of Fame aufgenommen. Bei den Olympischen Spielen 1972 in München erreichte er in der gleichen Disziplin den sechsten Platz.
Bei den Weltmeisterschaften 1970 in Kanada wurde er mit dem neuseeländischen Achter Dritter.
Daneben gewann er auch mehrfach die neuseeländische Meisterschaft:
- Achter
  - 1970, 1971 für Whakatane
  - 1973 für Waikato.
- Vierer
  - 1970, 1971 für Whakatane
- Zweier ohne Steuermann
  - 1968–1972 mit Wybo Veldman für Whakatane

Beruflich war Cole viele Jahre in der Verkaufs- und Marketingabteilung der National Dairy Association (Nationale Molkereivereinigung) tätig.
Er lebte in Hamilton und handelte mit einem eigenen Unternehmen mit Molkereiausrüstung.